# Ramón Salas Larrazábal
Ramón Salas Larrazábal (Burgos, 31 de agosto de 1916-Salamanca, 17 de junio de 1993) fue un militar, pionero en el paracaidismo e historiador español, que luchó en el bando sublevado en la guerra civil española, también combatió en la Escuadrilla Azul durante la Segunda Guerra Mundial al lado de la Luftwaffe de la Alemania nazi en el frente oriental. Posteriormente realizó investigaciones históricas sobre la guerra civil española.

## Biografía
De familia numerosa de nueve hermanos, inició estudios de Química en la Universidad Complutense de Madrid que interrumpió al comienzo la Guerra Civil, que le sorprendió en Orduña (Vizcaya), que había quedado en zona republicana, y donde fue retenido.[cita requerida] Una vez que logró pasar a la zona sublevada se alistó como voluntario en el tercio burgalés de Santa Gadea, en el bando sublevado. Estuvo en la Aviación, en la que terminó la contienda con el grado de teniente provisional, siendo destinado a continuación a la 4.ª Sección del Estado Mayor del Aire.
En julio de 1941 enrolado en la 1.ª Escuadrilla Azul intervino en la ofensiva contra Moscú del otoño de dicho año en una escuadrilla mandada por su hermano Ángel Salas y en el repliegue que se inició en diciembre de las tropas alemanas que terminó con su hospitalización en Riga, enfermo.
Cuando regresó a España, en 1942, ingresó en la Academia de Tropas de Aviación de Los Alcázares para ser oficial profesional, quedando de profesor en la misma y efectuando después el curso de educación física en España y el de paracaidismo en Córdoba (Argentina).
En 1943 contrajo matrimonio con Eulalia Lamamié de Clairac Nicolau, con la que tuvo siete hijos, entre ellos el presentador de televisión Ignacio Salas.
Como capitán fue jefe de la primera Bandera Paracaidista en 1946 y fundó y organizó la Escuela Militar de Paracaidismo de Alcantarilla (Murcia), donde estuvo durante quince años.
Ya con la graduación de coronel, mandó el Centro de Reclutamiento e Instrucción Militar (CRIM) de Valladolid. Seguidamente la jefatura de la Escuela Central de Automovilismo y poco después la de Personal de la subsecretaría de Aviación Civil y el Colegio menor Nuestra Señora de Loreto.
Cuando era coronel de aviación fue secretario de la Comisión Interejércitos para la redacción de unas nuevas Reales Ordenanzas para las Fuerzas Armadas que establecen las normas, deberes y derechos del militar durante la transición política española y que fueron aprobadas el 28 de diciembre de 1978.
En abril de 1981, mes y medio después del golpe de Estado del 23 de febrero, realizó unas declaraciones en que no descartó un pretorianismo en la España de entonces, pero que este era remoto y que «las Fuerzas Armadas están por la ley, la disciplina y la lealtad y su aislamiento de la sociedad no es tan grande como se supone. [...] La convivencia es posible porque, aunque las Fuerzas Armadas no la quisieran —y esta hipótesis la descarto por falsa—, en la sociedad no hay un germen de guerra civil».
El último destino militar fue la dirección del Colegio Menor Nuestra Señora de Loreto.

## Historiador
Realizó diversos estudios de investigación que plasmó en libros, artículos y conferencias. En su bibliografía destaca la monumental Historia del Ejército Popular de la República (en 4 vols.); además de otros títulos como Los datos exactos de la Guerra Civil, Cómo ganó Navarra la Cruz Laureada de San Fernando, La defensa nacional (coautor con Pedro Schwartz), Historia general de la Guerra de España, Los fusilados en Navarra en la Guerra de 1936, Pérdidas de la Guerra (coautor con su hermano Jesús María Salas Larrazábal) y El protectorado de España en Marruecos.
Sus estudios sobre la mortalidad en la guerra civil española los realizaba basándose en estudios propios en los registros civiles. Él concluía que todos los fallecidos eran registrados aunque fuese tarde, y que los posibles errores se podían dar en la zona republicana. Llegó a la conclusión de que el número total aproximado de muertos en la guerra fue de 296.944. El análisis de los registros civiles que él llevó a cabo se encuentra en el Anexo:Mortalidad en la guerra civil española, por inscripción en juzgados.
Se trata de un estudio de víctimas de la Guerra Civil desde las filas del franquismo, discutido por algunos historiadores en la actualidad. Francisco Espinosa Maestre, entre otros ejemplos, pone el de la represión franquista en la provincia de Badajoz donde, según los estudios de Salas Larrazábal, se habrían producido 2.964 víctimas y, según Espinosa Maestre, «se han convertido en más de 8.000 a falta aún de conocer lo ocurrido en 73 pueblos de la zona oriental de la provincia (de un total de 162)».

Hay que recordar todavía las «cifras exactas» de Salas Larrazábal y sus Pérdidas de la guerra civil (1977), porque siguen siendo hasta hoy el único recurso de la historiografía neofranquista (caso de A. D. Martín Rubio) y porque constituyen una prueba visible de hasta dónde llegó la historia oficial para ocultar la matanza fundacional del franquismo.
Francisco Espinosa Maestre.

En el año 1988 fue nombrado miembro de número de la Real Academia de Ciencias Morales y Políticas y le fue otorgado el premio Marqués de Santa Cruz de Marcenado.

## Publicaciones
- Historia del Ejército Popular de la República, 4 vols., Editora Nacional, Madrid, 1973, ISBN 84-276-1107-2, y La Esfera de los Libros, Madrid, 2006, ISBN 978-84-9734-465-4.[5] (Reeditada treinta y tres años después de la primera y única edición de esta obra, se presentó en la Sala Simón Bolívar de la Casa de América de Madrid y participaron en el acto José Bono, ministro de Defensa, Gabriel Cardona, profesor de la Universidad de Barcelona y militar fundador de la Unión Militar Democrática, y Jesús María Salas Larrazábal, historiador militar.)
- Pérdidas de la Guerra, Editorial Planeta, 1977, ISBN 978-84-320-0285-4
- Los datos exactos de la Guerra Civil, Fundación Luis Vives, 1980, ISBN 978-84-320-0285-4[6]
- Cómo ganó Navarra la Cruz Laureada de San Fernando, Autor Editor 3, 1980, ISBN 978-84-300-3120-7
- La defensa nacional, Unión Editorial, 1981, ISBN 978-84-7209-128-3
- Los fusilados en Navarra en la Guerra de 1936, Autor Editor3, 1983, ISBN 84-398-0024-8
- Grandes vuelos de la aviación española, junto a varios autores, Ministerio de Defensa, 1.ª edición: 1983, 2.ª edición: 2007, ISBN 978-84-9781-376-1
- Estudios sobre la República y la Guerra Civil Española, Sarpe, 1985, ISBN 84-7291-863-7
- Historia general de la Guerra de España, junto con su hermano Jesús, 1.ª edición: Rialp, 1986, 2.ª edición: Quirón Ediciones, 2006, ISBN 978-84-9601-683-5
- El Occidente euro-africano como factor de seguridad y paz, Universidad de Salamanca, 1989, ISBN 978-84-7481-515-3
- El protectorado de España en Marruecos, Mapfre Ediciones, 1992, ISBN 978-84-7100-221-1
- Seguridad, paz y defensa, Ministerio de Defensa, 1995, ISBN 978-84-7823-428-9

## Condecoraciones
- Gran Cruz de la Orden del Mérito Aeronáutico, con carácter honorífico (1993).[7]